# کالیویل (تگزاس)
کالیویل، تگزاس(به انگلیسی: Colleyville, Texas) شهری در ایالت تگزاس از ایالات جنوبی ایالات متحده آمریکا است. در سرشماری سال ۲۰۰۰، جمعیت این شهر ۱۹۶۳۶ نفر اعلام شد.